# 鳥取市立図書館
鳥取市立図書館（とっとりしりつとしょかん）は、鳥取市が設置する図書館。

## 概要
中央、用瀬、気高の図書館3ヶ所を総称して鳥取市立図書館と称する。また、移動図書館「なかよし号」「こだま号」「ふれあい号」「やまなみ号」「つばさ号」で利用できる。
資料を借りるのには、「図書館カード」をつくる必要がある。

## 図書館一覧
|   | 図書館名           | 郵便番号 | 住所 |
| - | ------------------ | -------- | --- |
| 1 | 鳥取市立中央図書館 | 680-8571 | 鳥取市富安二丁目138-4 鳥取市役所駅南庁舎2階 北緯35度29分29.7秒 東経134度13分37.2秒 / 北緯35.491583度 東経134.227000度 |
| 2 | 鳥取市立用瀬図書館 | 689-1201 | 鳥取市用瀬町用瀬104-2 北緯35度20分24.1秒 東経134度12分14.2秒 / 北緯35.340028度 東経134.203944度                       |
| 3 | 鳥取市立気高図書館 | 689-0334 | 鳥取市気高町北浜三丁目121-6 北緯35度30分58.3秒 東経134度2分53.8秒 / 北緯35.516194度 東経134.048278度                  |

### 鳥取市立中央図書館
鳥取市役所駅南庁舎内に併設されている図書館である。2005年5月1日に移転オープンした。
中央図書館の蔵書はインターネットから検索・貸出予約・借りている資料の確認などを行うことができる。返却は用瀬・気高の各図書館でも可能。尚、図書館が閉まっているときは玄関のブックポストに返却できる。
また、定期的に職員とボランティアによるおはなし会が催されている。
貸出可能資料
- 図書、雑誌、CD等を10冊まで2週間以内

開館時間
- 平日 9:00～19:00
- 土日 9:00～17:00

休館日
- 火曜日、年末年始、図書整理日、特別整理期間

交通アクセス
- 鳥取駅から
  - 徒歩約3分
  - 100円循環バスくる梨（青コース）に乗車、「さざんか会館」下車。

### 鳥取市立用瀬図書館
鳥取市用瀬町用瀬にある図書館である。返却は中央・気高の各図書館でも可能。
また、定期的に職員とボランティアによるおはなし会が催されている。
貸出可能資料
- 図書、雑誌、CD等を10冊まで2週間以内

開館時間
- 10:00～18:00

休館日
- 火曜日、最終木曜日、祝日の翌日、年末年始、図書整理日、特別整理期間

交通アクセス
- 用瀬駅から徒歩

### 鳥取市立気高図書館
鳥取市気高町北浜三丁目にある図書館である。返却は中央・用瀬の各図書館でも可能。
また、定期的に職員とボランティアによるおはなし会が催されている。
貸出可能資料
- 図書、雑誌、CD等を10冊まで2週間以内

開館時間
- 10:00～18:00

休館日
- 火曜日、最終木曜日、祝日の翌日、年末年始、図書整理日、特別整理期間

交通アクセス
- 浜村駅から徒歩

### 移動図書館
「なかよし号」「こだま号」「ふれあい号」「やまなみ号」「つばさ号」が月に約2回、6コースを順番に定期的に運行する。1つの場所につき約20～60分の利用ができる。
「なかよし号」「こだま号」「ふれあい号」「やまなみ号」「つばさ号」で借りた資料は中央・用瀬・気高の各図書館でも返却することができる。
また、一人10冊までの本を借りることができる。